# Asplenium abyssinicum
Asplenium abyssinicum är en svartbräkenväxtart som beskrevs av Fée. Asplenium abyssinicum ingår i släktet Asplenium och familjen Aspleniaceae. Inga underarter finns listade.